# Aphonie
Aphonie (gebildet aus griechisch άφωνια < α „nicht“ und φωνή, phone, „Stimme“) oder Stimmlosigkeit bezeichnet schwere Störungen der Tonbildung (Phonation) bis hin zum Stimmverlust. Es werden organische und psychogene Ursachen unterschieden.

## Ursachen, Symptome
Bei einer organisch bedingten Funktionsbeeinträchtigung der Stimmlippen ist durch Veränderungen am Kehlkopf (z. B. nach Operationen) oder Lähmungen die Funktion soweit eingeschränkt, dass ein nur unzureichender Stimmklang erzeugt werden kann.
Die als dissoziative (auch psychogene) Aphonie bezeichnete Störung ist ohne organische Grundlage. Hierfür ist z. B. eine emotionale Ursache oder eine neurotische Konfliktverarbeitung (mit konversions-hysterischer Symptombildung) verantwortlich.
Die funktionelle Einschränkung wird in zwei Formen unterteilt, die jeweils unterschiedliche Funktionsstörungen zur Ursache hat und damit keine normale Stimmgebung ermöglicht:
1. Hyperfunktionelle Form: Zusammenpressen der Stimmlippen,
2. Hypofunktionelle Form: Fehlende Zusammenführung der Stimmlippen.

## Therapie
Therapeutisch wird eine organische Aphonie durch Beseitigung der Veränderung im Rahmen der Phonochirurgie mit meist ergänzender Stimmtherapie behandelt, während bei der dissoziativen Dysphonie parallel zur Stimmtherapie ein psychotherapeutisches Verfahren zur Aufarbeitung der zugrundeliegenden Störung erforderlich ist.